# 헤키난추오역
헤키난추오역(일본어: 碧南中央駅, へきなんちゅうおうえき)은 일본 아이치현 헤키난시에 소재하는 나고야 철도 미카와선의 역이다. 역 번호는 MU10이다. 역명과 같이 헤키난 시의 중심부에 위치하고 있다. manaca가 사용 가능하다.

## 역사
- 1915년 7월 10일: 미카와 철도에서, 여름 해수욕 시즌에 신스마 임시 정차장으로 영업 개시(연내 폐지).
- 1916년 6월 9일: 신스마 임시 정차장으로 재개업(연내 폐지).
- 1918년
  - 2월 15일: 신스마 임시 정차장으로 세 번째 개업.
  - 3월 2일: 폐지.
- 1926년 2월 5일: 노선 전철화와 함께 상설역으로서 신스마역으로 네 번째 개업.
- 1941년 6월 1일: 미카와 철도가 나고야 철도와 합병되어 동사의 미카와 선의 역이 됨.
- 1981년 12월 14일: 헤키난추오역으로 역명을 변경하고 이전 및 특근화.
- 2005년 9월 14일: 유인화와 동시에 "트랜 패스" 도입.
- 2011년 2월 11일: IC카드 승차권 "manaca" 공용 개시.
- 2012년 2월 29일: 트랜 패스 공용 종료.

## 역 구조
단선 승강장 1면 1선의 지상역이다. 종일 유인역으로 자동 매표기나 자동 개찰기 등이 설치되어 있다. 역사와 인접한 곳에 2층에 역 빌딩이 있고, 메이테쓰 관광 버스의 여행 센터와 미용실 등의 세입자가 입주하고 있다.

### 승강장
| 노선        | 방향 | 행선                              |
| ----------- | ---- | --------------------------------- |
| ■ 미카와 선 | 하행 | 미카와타카하마・가리야・지류 방면 |
| ■ 미카와 선 | 상행 | 헤키난 방면                       |

## 역 주변
- 헤키난 시청
- 헤키난 우체국
- 헤키난 경찰서
- 헤키난 시 문화 회관
- 아이치 현립 헤키난 고등학교
- 헤키난 시립 주오 중학교
- 헤키난 시립 주오 초등학교
- 야마나카 헤키난점
- 피아고 헤키난점
- 도요타 자동 직기 헤키난 공장
- 국도 제247호선

## 사진

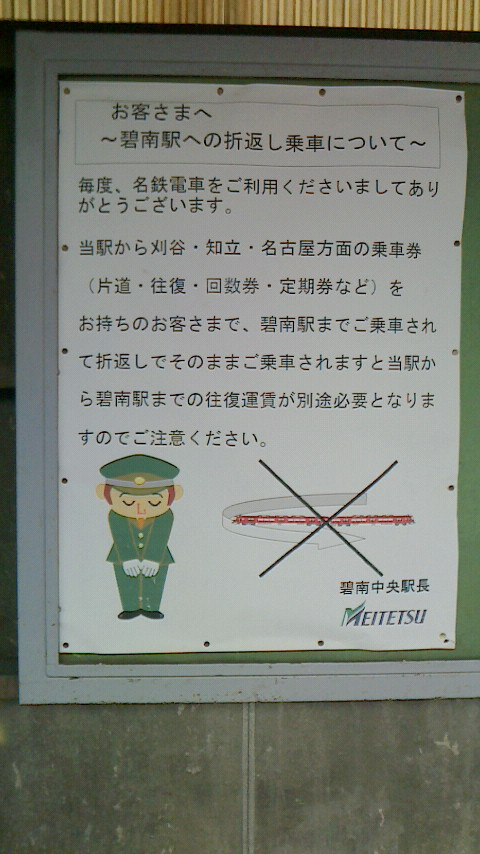
역 내 부착된 경고문

## 인접역
| 나고야 철도 미카와선      | 나고야 철도 미카와선 | 나고야 철도 미카와선    |
| ------------------------- | -------------------- | ----------------------- |
| MU09 신카와마치 지류 방면 |                      | 헤키난 MU11 헤키난 방면 |